# Helena Zeťová
Helena Zeťová (Valašské Meziříčí, 7 novembre 1980 – Prostřední Bečva, 20 dicembre 2024) è stata una cantante ceca.

## Biografia
Helena Zeťová iniziò a cantare all'età di 15 anni, tenendo concerti con un gruppo rock fino al 1998, anno in cui si trasferì temporaneamente a Lanzarote. Nell'ottobre del 2000, durante alcune riprese televisive in Repubblica Ceca, incontrò per la prima volta Tereza Černochová e Tereza Kerndlová, con le quali formò il girl group Black Milk. La formazione, attiva dal 2002 fino al suo scioglimento nel 2005, produsse due album: Modrej dým (2002) e Sedmkrát (2003).
Dopo aver firmato un contratto con la Universal Music, nell'autunno del 2005  Helena Zeťová fece uscire il singolo di debutto, intitolato Impossible (Unstoppable), che raggiunse la vetta delle classifiche in Repubblica Ceca. Esso anticipò l'album Ready to Roll, che conquistò il 4º posto in classifica.
La cantante tornò a incidere nel 2007. Il singolo di lancio dal suo secondo album, Crossing Bridges, si fermò al 41º posto della classifica ceca, ma fu presto seguito dal singolo Love Me Again, con il quale ha raggiunse il 4º posto nell'estate del 2008. L'album, anch'esso intitolato Crossing Bridges, fu pubblicato a marzo 2008 e si issò alla 5ª posizione nella classifica settimanale degli album più venduti in Repubblica Ceca.

## Discografia

### Album in studio
- 2005 – Ready to Roll
- 2008 – Crossing Bridges
- 2019 – Consequences

### Singoli
- 2005 – Impossible (Unstoppable)
- 2006 – Ready to Roll
- 2006 – Black Cat
- 2007 – Crossing Bridges
- 2008 – Love Me Again
- 2008 – Don't U Play Games
- 2019 – Walk with Me
- 2019 – Start the Fire